# Francisco Pacheco del Río
Francisco Pacheco del Río (Sanlúcar de Barrameda, 3 novembre 1564 – Siviglia, 27 novembre 1644) è stato un pittore spagnolo.

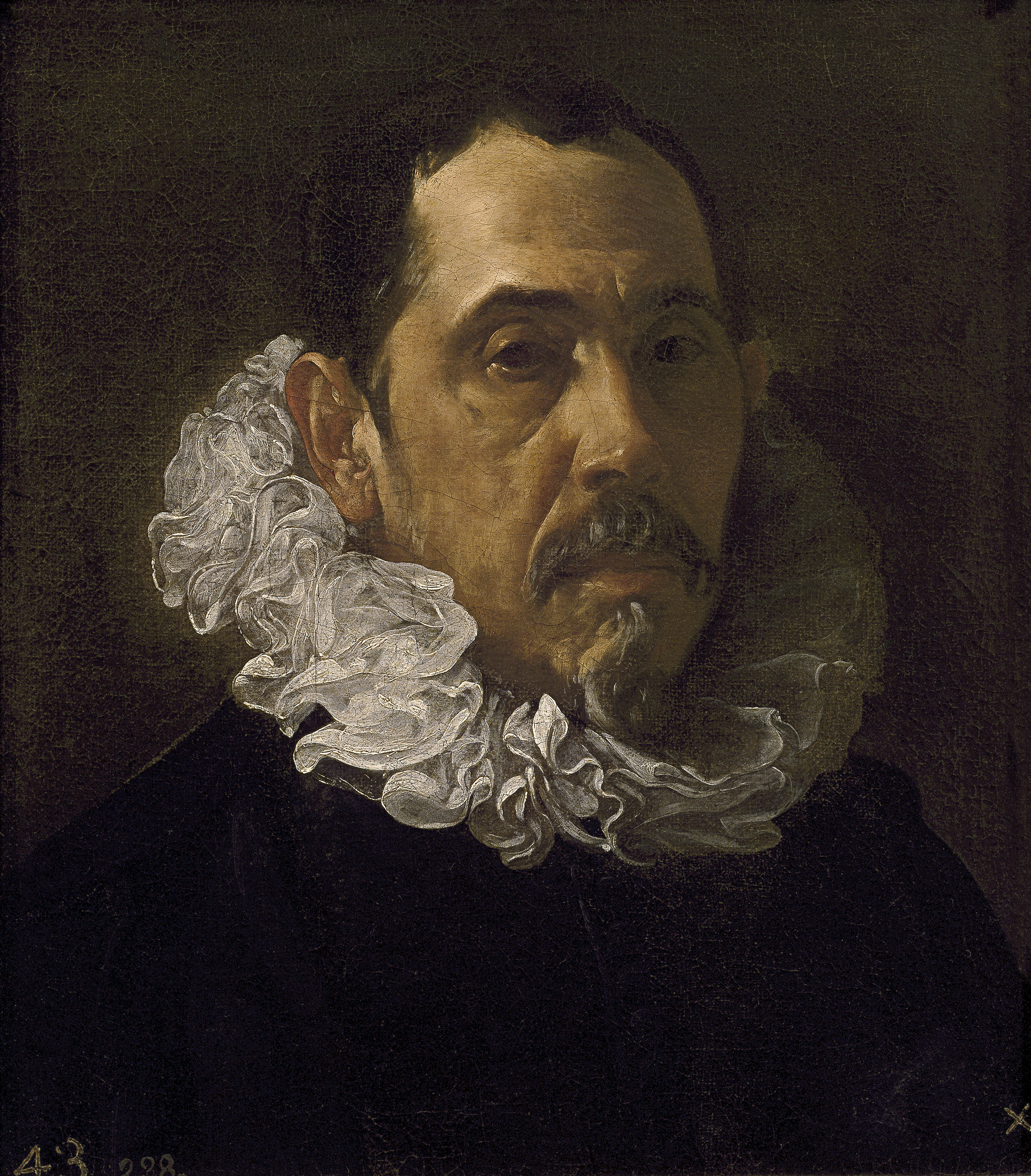
Ritratto di Francisco Pacheco (1622), da Diego Velázquez

Fu maestro di Diego Velázquez e di Alonso Cano.

## Biografia

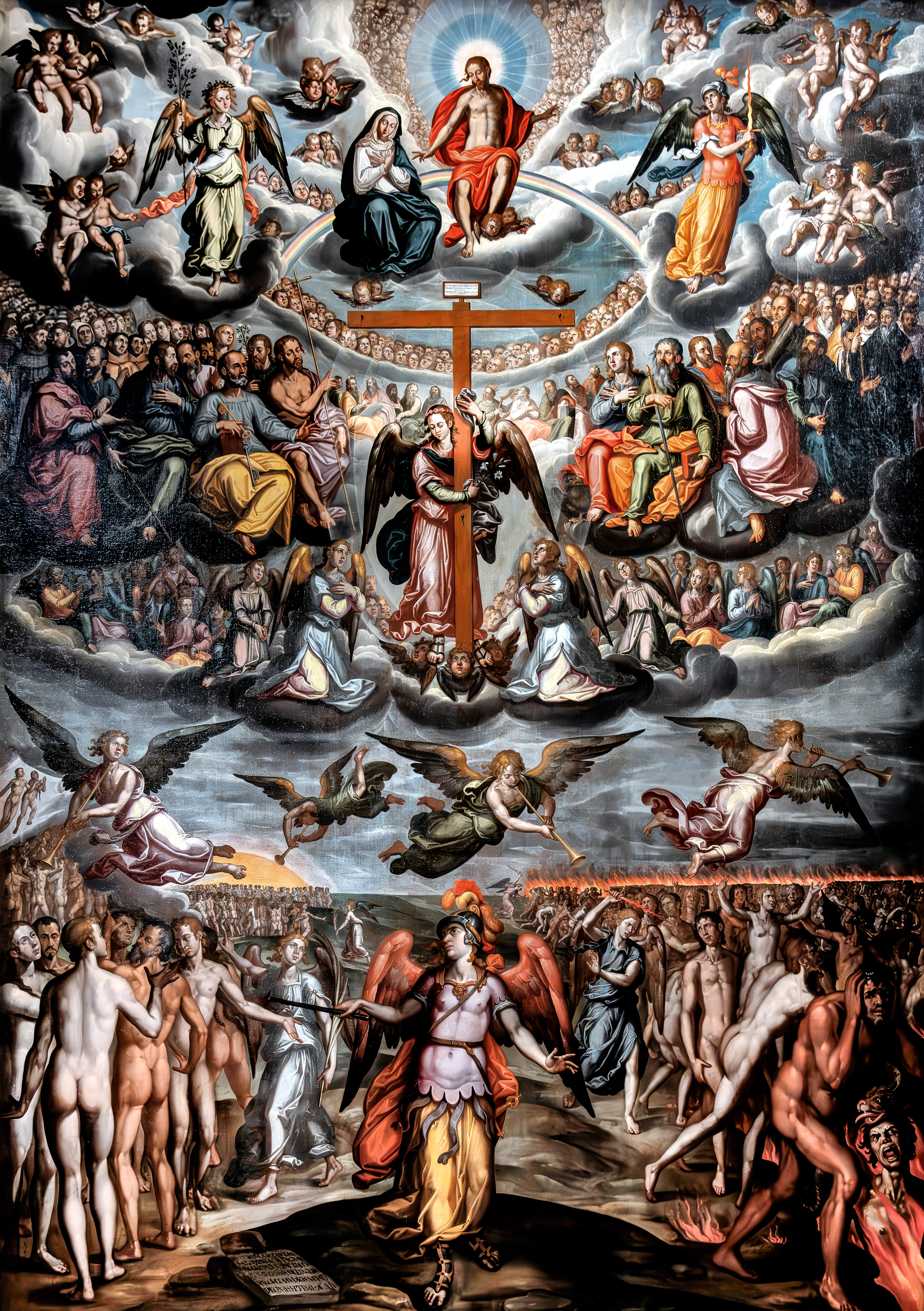
Francisco Pacheco del Río, Il Giudizio Universale, Museo Goya, Castres

Figlio di Juan Pérez e Eleonor del Río, ancora giovane si trasferì con la famiglia a Siviglia e qui, presso la bottega di un certo Luis Fernandez, apprese i primi rudimenti della pittura esercitandosi a copiare opere dei maestri italiani. All'età di 36 anni contrasse matrimonio con María del Páramo ed ebbe una figlia, Juana, nata nel 1602, che sposerà il suo allievo più famoso, Diego Velázquez. Nel 1611 si recò a Madrid e poi a Toledo, dove conobbe la pittura di El Greco. Dopo questa esperienza ritornò a Siviglia e vi aprì una scuola d'arte.
La pittura di Pacheco occupa un posto di rilievo nel panorama artistico spagnolo del XVII secolo per aver dato alla iconografia religiosa uno schema e uno stile tipicamente manieristico. La sua scuola enfatizzò infatti nei soggetti religiosi tutta una rappresentazione accademica secondo i dettami dei teologi e letterati del tempo dell'Inquisizione. Questi concetti sono rilevabili in opere come Il Giudizio finale (Convento di Santa Isabel) e i Martiri di Granada.
Viene soprattutto ricordato per i numerosi ritratti (160) raccolti ne il Libro de retratos. Nel trattato Arte de la Pintura (1649), per il quale venne definito il "Vasari di Siviglia", espose argomenti teorici e scrisse dell'arte dei pittori a lui contemporanei.